# Municipio de Janke
El municipio de Janke (en inglés: Janke Township) es un municipio ubicado en el condado de Logan en el estado estadounidense de Dakota del Norte. En el año 2010 tenía una población de 28 habitantes y una densidad poblacional de 0,3 personas por km².

## Geografía
El municipio de Janke se encuentra ubicado en las coordenadas 46°24′56″N 99°7′54″O / 46.41556, -99.13167. Según la Oficina del Censo de los Estados Unidos, el municipio tiene una superficie total de 93.65 km², de la cual 93,23 km² corresponden a tierra firme y (0,45 %) 0,42 km² es agua.

## Demografía
Según el censo de 2010, había 28 personas residiendo en el municipio de Janke. La densidad de población era de 0,3 hab./km². De los 28 habitantes, el municipio de Janke estaba compuesto por el 100 % blancos. Del total de la población el 0 % eran hispanos o latinos de cualquier raza.